# چومودر
چومودر (به مجاری:  Csömödér) یک منطقهٔ مسکونی در مجارستان است که در ناحیه لنتی واقع شده‌است.